# Temnaspis humeralis
Temnaspis humeralis is een keversoort uit de familie halstandhaantjes (Megalopodidae). De wetenschappelijke naam van de soort werd in 1890 gepubliceerd door Martin Jacoby.